# Jimmy Wakely
 Jimmy Clarence Wakely (ur. 16 lutego 1914 w Mineola, zm. 23 września 1982 w Mission Hills) – amerykański gitarzysta, piosenkarz i aktor.

## Życiorys
Jimmy Wakely urodził się w miejscowości Mineola w stanie Arkansas. W wieku 4 lat wraz z rodziną przeprowadził się do Oklahomy, gdzie w wieku 20 lat rozpoczął karierę w radio grając w założonym przez siebie zespole The Bell Boys. Zespół podjął współpracę z Genem Autry'm i zadebiutował muzyką do filmu Saga of Death Valley w 1939. Zespół rozwijał współpracę z Autry'm współtworząc jego program radiowy. Wakely wystąpił z zespołu chcąc skupić się na tworzeniu muzyki filmowej i podpisał kontrakt z wytwórnią „Decca Records”. W 1952 na antenie radia CBS rozpoczął nadawanie własnego programu The Jimmy Wakely Show, a krótko potem został jednym z gospodarzy programu Five Star Jubilee, nadawanego przez American Broadcasting Company. W latach 60. i 70. rozwijał własną wytwórnię muzyczną Shasta Records. Zmarł na zawał serca w 1982 w wieku 68 lat.

## Wybrana filmografia
Muzyka
- 1939: Saga of Death Valley
- 1943: Robin Hood of the Range
- 1946: Moon Over Montana
- 1957: Slim Carter

Filmy
- 1940: Trailing Double Trouble jako Wokalista Jimmy Wakely's Rough Riders
- 1942: Little Joe, the Wrangler jako Muzyk
- 1944: Cowboy from Lonesome River jako Jimmy Wakely
- 1946: Moon Over Montana jako Jimmy Wakely
- 1954: Arrow In the Dust jako Szeregowy Carqueville

## Wyróżnienia
Posiada swoją gwiazdę na Hollywoodzkiej Alei Gwiazd.